# Relações entre Coreia do Sul e Rússia

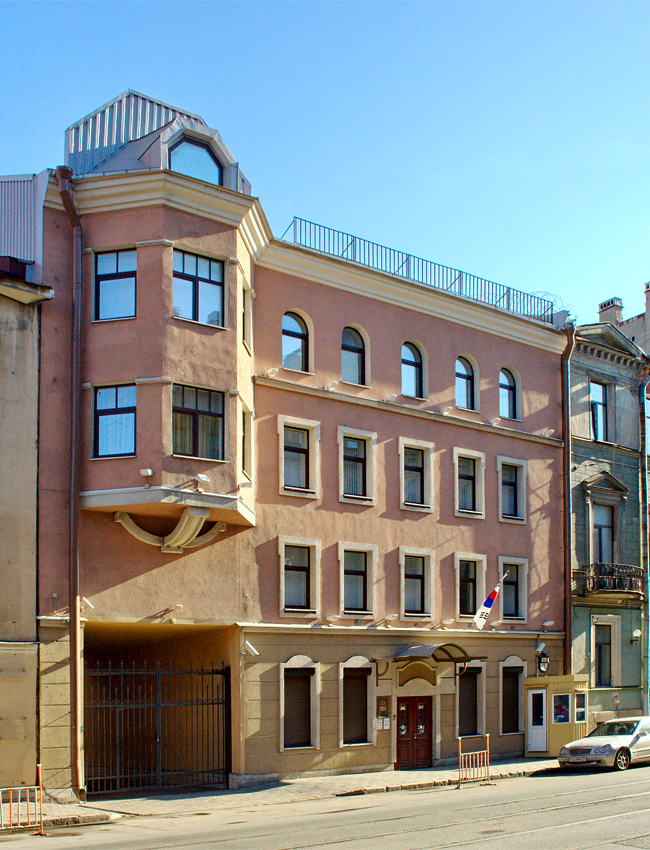
O Consulado-geral da Coreia do Sul em São Petersburgo.

As relações entre Coreia do Sul e Rússia refere-se às relações externas bilaterais entre a Coreia do Sul e a Rússia. As relações modernas entre os dois países começaram em 30 de setembro de 1990.
Imediatamente após a ocupação japonesa da Coreia, entre 1910 a 1945, a Guerra Fria entre a União Soviética e os Estados Unidos criou a divisão da Coreia nos países do Norte e do Sul. Depois disso, como os dois lados foram separados pela Coreia do Norte e por ideologias opostas, houve pouco contato até a queda da União Soviética.
Desde os anos 90, houve um maior comércio e cooperação entre as duas nações.  O volume total de comércio entre a Coreia do Sul e a Rússia em 2003 foi de 4,2 bilhões de dólares.

## Cooperação econômica
A Coreia do Sul e a Rússia estão trabalhando juntas na construção de um complexo industrial bilateral na Área Econômica Livre de Nakhodka, no Extremo Oriente da Rússia, e no desenvolvimento de campos de gás em Irkutsk. Os dois lados também concordaram em cooperar para reconectar uma ferrovia inter-coreana planejada com a ferrovia transiberiana. A Rússia manifestou interesse em se tornar um canal para as exportações sul-coreanas para a Europa, que agora passam de navio, ligando a ferrovia coreana à TSR (Ferrovia Transiberiana).
A Rússia se ofereceu para pagar sua dívida de US $ 1,7 bilhão com a Coreia do Sul através de investimentos conjuntos na Coreia do Norte, como o projeto ferroviário.

## Programa espacial
A Coreia do Sul enviou seu primeiro cosmonauta a bordo de um voo da Soyuz para a Estação Espacial Internacional em abril de 2008. A Coreia do Sul fez lançamentos domésticos de satélites em 2009 e 2010, ambos com assistência russa. O primeiro satélite sul-coreano foi lançado com sucesso em 2013, com ampla assistência russa e um primeiro estágio russo.

## Intercâmbio cultural
Houve casos de intercâmbio cultural entre os dois países antes do reconhecimento diplomático oficial. A introdução da literatura coreana na área russófona foi relativamente ativa até a década de 1970, principalmente através de histórias clássicas coreanas.